# Oxycopis howdeni
Oxycopis howdeni is een keversoort uit de familie schijnboktorren (Oedemeridae). De wetenschappelijke naam van de soort is voor het eerst geldig gepubliceerd in 1965 door Arnett.